# とりしも
とりしも（1973年 - 2017年2月20日）は、日本のイラストレーター。男性。新潟県出身。

## 来歴
1973年、新潟県にて出生。1997年、C53に個人サークル「修羅場計画」として参加し、2016年のC91まで断続的に参加していた。ゲーム制作に関わりたいと思い上京し、関連会社に就職するも、不幸が重なり制作物が発売される前に会社がなくなる。
その後、とりしものウェブページを見た担当から連絡があり、2002年8月の『電撃hp』Vol.19『VISUAL WEAPON』コーナーで商業誌デビュー。2003年、おかゆまさき『撲殺天使ドクロちゃん』の挿絵、イラストを担当。最初に持ったイメージは「なんつー題名だ」だという。その後は登場人物である「南さん」がお気入りであることが語られている。その思いが叶ってか、2006年には「南さん」を主人公にした4コマ漫画『ぼくたちのみなみさん』を『電撃hp』にて開始。掲載誌の休刊で終わったものの、『電撃文庫MAGAZINE プロローグ2』にて『ぼくたちのみなみさん2』となって再開し、本編である小説が終了後も連載した。2008年、おかゆまさき『森口織人の陰陽道』の挿絵、イラストを担当。
2007年からはカードゲーム『ハヤテのごとく!TCG』にイラストを提供。その後も『Weiß Schwarz』や『カードファイト!! ヴァンガード』へと提供した。
挿絵やイラスト以外にも2004年には『North Wind』、2010年には『Green Strawberry』とゲームの原画も担当しており、当初の思いであるゲームの制作に関わりたいという思いを成し遂げている。
2014年、出生地である新潟県へ引っ越す。
2017年3月3日、活動初期の頃に「修羅場計画」へ委託していた個人サークル「県央高速交通」から2月20日に急逝したことが報告された。通夜、葬式は2月23日、24日に本名名義で執り行われた。その後、3月10日に電撃文庫編集部からも発表された。満44歳没。

## 作品

### 小説挿絵
- 撲殺天使ドクロちゃん（作：おかゆまさき、電撃文庫、2003年 - 2007年）
- 森口織人の陰陽道（著：おかゆまさき、電撃文庫、2008年 - 2010年）[10]
- ヒミツのテックガール（著：平城山工、角川スニーカー文庫、2009年）
- ネコミミリア（著：木之本みけ、本田透監修『ファントム』収録、二見書房発行、2006年）
- 108年目の初恋。（著：末永外徒、ファミ通文庫、2007年）
- ニシガミさん家のデス子ちゃん（著：カズー、新風舎文庫、2007年）
- 吉祥GOOD☆LOOKS（著：若王子ラムネ、ガガガ文庫、2008年）

### ゲーム原画
- North Wind（DreamSoft、「儚」「佳暖」「水澄」（原画）、2004年）
- Green Strawberry（LOVERSOUL、「桜子」（原画）、2010年）[10]
- 風ヶ原学園スパイ部っ!（Sputnik、「花梨」「唄」「郁美」「咲子」関連（原画）、2010年）[10]
- 萌え萌え大戦争☆げんだいばーん++（システムソフト・アルファー、「オリガ」（キャラデザ・原画）、2012年）[7]
- 波間の国のファウスト（bitterdrop、「サラ」「カナタ」ほか（原画）、2012年）[7]

### イラスト

#### カードゲーム
- ハヤテのごとく!TCG （KONAMI）
  - エントリー 第1弾「絶叫! 海辺でサマーソルトキック!!」（2007年、「ナギ」）
  - ブースター 第2弾「湯けむり!あきらめきれない温泉卓球!」（2007年、「マリア」）
  - ブースター 第3弾「アウト?セーフ?真冬のゲレンデ野球拳!!」 （2007年、「ヒナギク」）
  - ブースター 第4弾「パジャマ!寝起きで百烈まくら投げ!!」（2008年、「咲夜」）[11]
  - ブースター 第5弾「初鰹!プールサイドでフィッシュオン!!」（2008年、「ヒナギク」）[11]
  - スペシャルブースター「世界の制服」 （2008年、「ナギ」）[11]
  - ブースター 第6弾「栗ごはん!紅葉をたずねてハンティング!!」（2008年、「ヒナギク 」）[11]
  - ブースター 第7弾「苺パフェ!ネコみみルックで初デート!!」（2008年、「マリア」）[11]
  - ブースター 第8弾「桜もち!バニースーツでひざまくら!!」（2009年、「愛歌」）
  - ブースター 第10弾「秋のナイショ」 （2009年、「ハヤテ」）
  - スペシャルレジェンドブースター「世界の水着」2009年、「ヒナギク」）
  - ブースター 第11弾「冬のオネガイ」（2009年、「伊澄」）[10]
- Weiß Schwarz（ブシロード）
  - 「魔法少女リリカルなのは The MOVIE 1st」（2010年、「アリサ」）[10]
  - 「魔法少女リリカルなのは The MOVIE 2nd A's」（2013年、「なのは」「はやて」）[7]
- カードファイト!! ヴァンガード（ブシロード）
  - エクストラブースター 第2弾「歌姫の饗宴」（2012年「ウェッデル」）[7]
  - エクストラブースター 第10弾「歌姫の二重奏」（2014年、「シャルウィーン」「サリナス」）[7]
  - クランブースター 第1弾「歌姫の学園」（2015年、「サーニャ」「ルリー」）[7]

#### トレーディングカード
- とらのあな 夏の大感謝祭 '05 トレカ（とらのあな、2005年、2点）
- とらのあな 冬の大感謝祭 '09 トレカ（とらのあな、2009年、2点）[10][11]

#### ソーシャルゲーム
- ハーレムゲイン 〜僕はカードに恋をスル〜（とらのあな、2013年 - 2016年、ミザール・アルコル・ネージュほか）[7][12]

#### その他
- Sound Catalog Millennium（ProjectS2001年、同人音楽CD）[13]
- クリケット チラシイラスト（2002年）[14]
- AugusticHoliday チラシイラスト（2003年）[15]
- クリケット2 チラシイラスト（2004年）[16]
- おしかけおさなづま3 -Unintended three little wives- 初回封入特典「おしかけおさなづまのおまけ本」ゲストイラスト（ロール、2005年）[11]
- 盗んでmy Heart 初回特典ビジュアルブックレット 応援イラスト（LOVERSOUL、2005年）[11]
- ひぐらしのなく頃に ビジュアルファンブック（一迅社、2005年）[11]
- コンプティーク 2005年7月号 美少女イラストミュージアム（角川書店、2005年）[11]
- コレクションタペストリー SP005 TYPE-MOONver. 翡翠&琥珀（とらのあな、2009年）
- けいおん! アンソロジーコミック 第3巻（芳文社、2010年、表4）[10]
- メガミマガジン クリエイターズ vol.22（学研、2010年）[10]
- オリジナルマイクロファイバータオル 2011（とらのあな、2011年）[7]
- オリジナルiPhone5ケース No.141、No.142（とらのあな、2012年）[7]
- バトラン絢爛姫章〜銃火器編〜（とらのあな、2011年、「COLT PYSON」）[7][17]
- 魔法少女まどか☆マギカ the illustrated book（芳文社、2013年、「仁絵」「まどか」）[7]
- Earphone Girls Collection 2015（サエクコマース、2015年、『DynamicMotion』購入者プレゼントキャンペーン）[7]

### 4コマ漫画
- ぼくたちのみなみさん（電撃hp、Vol.44 - Vol.50、2006年 - 2007年）
- ぼくたちのみなみさん2（電撃文庫MAGAZINE、プロローグ2 - Vol.54、2008年 - 2017年、絶筆）[7][3]

### 同人誌

#### 個人誌（修羅場計画）
- くるくる（C53、1997年）
- あつめて! 恋の経験値（C56、1999年）
- 見習い魔女はお騒がせ（C58、2000年）
- 遠野家模様（C60、2001年、ゲスト：はやし道士）[18]
- 風味（C61、2001年、成年向け）[19]
- 朝・昼・夜・朝（C63、2002年、成年向け）[20]
- 今日もしました。（AugusticHoliday（オーガスティックホリデー）、2003年、成年向け）[21]
- らぶなど（C65、2003年、成年向け）[22]
- らぶなど+-（C66、2004年、成年向け）[23]
- CとHのK（C67、2004年、成年向け）[24]
- トラ!トラ!トラ! レンシュー大作戦（C70、2006年、成年向け、コピー誌）[25]
- ドラ -撲殺天使ドクロちゃん ラフ集-（C73、2007年）[10]
- トラ!トラ!トラ! レンシュー大作戦+（C75、2008年、成年向け）
- ボミラ ぼくたちのみなみさんラフ集 （C78、2010年）[10]
- もうそうするツインテール（C80、2011年、成年向け）[7]
- 追尾するツインテール（C81、2011年、成年向け）[7]
- もうそうしたり追尾したりするツインテール（C82、2012年、成年向け）[7]
- ぼくたちのみなみさん2 ラフ集1（コミティア102、2012年）[7]
- もしもしあやさん（C84、2013年、成年向け）[7]
- 装着なるツインテール（C84、2013年、成年向け）[7]
- 装着なるツインテール 再販版（C85、2013年、成年向け）[7]
- コミチ アヤ バリエーション（C85、2013年、無料配布）[7]
- 銭湯とカレンとアヤヤ（C87、2014年、成年向け）[7]
- タ、タイを引っ張ったらほどけてしまいますっ…（暫定版）（C89、2015年、成年向け）[7]
- タ、タイを引っ張ったらほどけてしまいますっ…（COMIC1☆10、2016年、成年向け）[7]
- ゆかりかわいい本。準備号（C91、2016年、成年向け、コピー誌）[7]

#### CG集
- 修羅場計画 JPEG CG集 Vol.1 AFTER WARD+（3.5インチFD）
- 修羅場計画 JPEG CG集 こみぱっぱ（C56、1999年、3.5インチFD）
- 修羅場計画 CG集 SPLICE（CD-R）
- もえっぷり。（C59、2000年、ゲスト：はやし道士、CD-R）[18]
- 修羅場計画「月姫」CG集 月々（C61、2001年、CD-R）[19][26]
- 修羅場計画 CG集 すみかことか（C62、2002年、成年向け、CD-R）
- 修羅場計画 CG集 すみかことか プレス版（2002年、成年向け、CD-ROM）[27]

#### 参加した同人誌
- MARIGAN 2（Expensive Noise、2003年）
- ユニコレ Uniform Illust Collection（K-BOOKS、2006年）
- 12周年記念本 モエシチュ!（K-BOOKS、2006年、非売品、特定の金額以上購入でプレゼント）
- be thankful（とらのあな、2006年）
- ポニテヒロインズ（水輝屋&HEXIVISION、COMIC1☆3、2009年、イラスト）
- あにたいぼん 7 ぷれびうばん（水輝屋、C80、2011年、イラスト）[7]
- あにたいぼん 7 かんぜんばん（水輝屋、2012年、イラスト）[7]
- あにたいぼん 賢者の扉 第2章（水輝屋、C84、2013年、イラスト）[7]